# Belgiens ambassad i Stockholm
Belgiens ambassad i Stockholm (även Belgiska ambassaden) är Belgiens beskickning i Sverige. 
Ambassadör sedan 2021 är Carl Peeters. Ambassaden upprättades 1837. Diplomatkoden på beskickningens bilar är AN.

## Lokaler och ambassadörsresidens
Sedan 2005 Ambassaden är belägen i en fastighet på Kungsbroplan 2 i Stockholms innerstad.
Mellan 1925 och 2005 var ambassaden belägen på Villagatan 13, där verksamheten vid utflyttningen stämdes av hyresvärden i en dispyt över renoveringskostnader.
Ambassaden åberopade då diplomatisk immunitet, varför ärendet drogs upp i hovrätten som avslog detta och hänvisade tillbaka till tingsrätten.
Dessförinnan huserade man på  Floragatan (1910–1919) och Blasieholmstorg 11 (1837–1908).
Den belgiske ambassadörens residens var tidigare Villa Josephson i Diplomatstaden, men fastigheten såldes år 2015 till Stefan Persson.[källa behövs]

## Beskickningschefer
| Namn                                   | Period    | Funktion   |
| -------------------------------------- | --------- | ---------- |
| Théodore de Bounder de Melsbroeck      | 1876–???? | Envoyé     |
| Frédéric Daelman                       | 1893–1908 | Envoyé     |
| Charles Constant Marie André Wauters   | 1909–???? | Envoyé     |
| Paul May                               | 1920–???? | Envoyé     |
| Jean de Villenfagne de Sorinnes        | 1928–???? | Envoyé     |
| Reginald Charles Alfred Arthur de Croÿ | 1936–1946 | Envoyé     |
| Alain du Parc                          | 1946–???? | Envoyé     |
| Jacques de Lalaing                     | 1949–???? | Envoyé     |
| Marcel Henri Jaspar                    | 1954–1959 | Ambassadör |
| Raymond Herremans                      | 1959–???? | Ambassadör |
| Frédégand Cogels                       | 1963–???? | Ambassadör |
| Louis A. M. F. Couvreur                | 1968–???? | Ambassadör |
| Marc H. Taymans                        | 1977–???? | Ambassadör |
| Pierre van Haute                       | 1982–???? | Ambassadör |
| ?                                      | ????–???? | Ambassadör |
| Jan Deboutte                           | 19??–20?? | Ambassadör |
| ?                                      | ????–???? | Ambassadör |
| Marc Baptist                           | 2007–2011 | Ambassadör |
| Jan Van Dessel                         | 2011–2013 | Ambassadör |
| Francine Chainaye                      | 2013–2017 | Ambassadör |
| Hugo Brauwers                          | 2017–2021 | Ambassadör |
| Carl Peeters                           | 2021–     | Ambassadör |